# Field recording

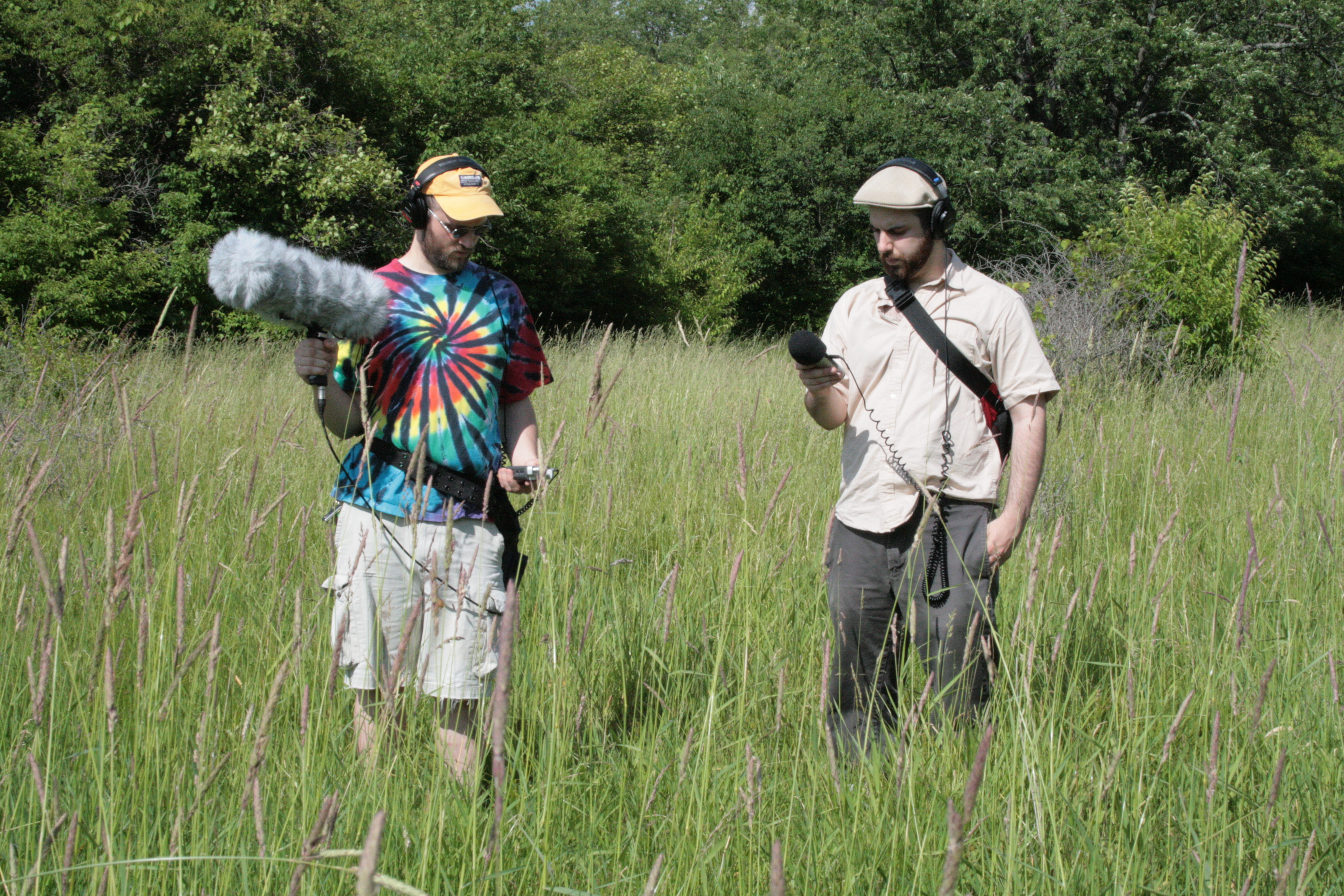
Due persone durante il lavoro di registrazione di suoni sul campo.

Il Field recording, la cui traduzione letterale in italiano potrebbe essere quella di registrazione sul campo, e conosciuta anche come fonografia, è il termine usato per qualsiasi registrazione sonora prodotta al di fuori di uno studio di registrazione.
Field recording è un termine che fa riferimento a due pratiche diverse di registrazione: la prima è la registrazione di suoni naturali, detta anche fonografia (letteralmente scrittura dei suoni), può essere associato alla fotografia per l'inclinazione a registrare dei segni partendo da materiale concreto. Venne originariamente impiegato come lavoro di documentazione in particolari lavori di per la produzione cinematografica e ricerca sull'ambiente sonoro. Con la disponibilità di equipaggiamenti portatili di alta qualità, è successivamente divenuta un'arte a sé stante.
Field recording può altresì riferirsi alla pratica della registrazione dal vivo di esecuzioni di musicisti, ad esempio durante un concerto.

## Tecniche
La pratica del field recording spesso si occupa della registrazione di rumori ambientali complessi, con frequenza molto bassa, o molto alta, e per questo non udibili dall'orecchio umano. In risposta a questa esigenza l'equipaggiamento necessario consta di apparecchiature leggere e portatili, alimentate a batterie, che siano in grado di registrare la più ampia gamma di frequenze possibili mantenendo livelli di rumore di fondo accettabili. La storia degli equipaggiamenti usati in questa pratica di registrazione traccia la linea di sviluppo della tecnologia degli apparecchi di registrazione portatili professionali.
Il field recording sperimenta un rapido aumento di popolarità durante gli inizi del 1960 con l'introduzione di apparecchiature ad alta qualità di registrazione portatile, come i registratori portatili a bobina Uher e Nagra. In seguito, l'avvento del DAT (Digital Audio Tape) nel 1980 ha introdotto un nuovo livello di fedeltà di registrazione audio con risposta in frequenza estesa e basso rumore di fondo. Tra queste tecnologie, un altro mezzo più popolare per la registrazione di settore ha riguardato la cassetta analogica (CAC), il DCC (Digital Compact Cassette), e il Minidisc. L'ultima generazione di registratori in uso sono completamente digitali, a memoria su hard disk o su scheda di memoria.
Le principali tecniche di registrazione studiano il posizionamento creativo dei microfoni e la diffusione dei suoni catturati, ovviamente in relazione al risultato atteso. La base necessaria per operare è una cuffia di buona qualità, che permette di sentire qual è il suono che si sta effettivamente registrando, e poi di conseguenza si sceglierà il resto dell'attrezzatura, in funzione dei risultati cui si tende.

## Ricerca

### Etnomusicologia
Il field recording è stato originariamente un modo per documentare presentazioni orali e progetti riguardanti l'etnomusicologia.

### Bioacustica
Il field recording è alla base delle ricerche condotte nel campo della bioacustica e della zoomusicologia.

## Arte

### Musica
L'utilizzo di registrazioni sul campo è alla base della produzione musicale legata al filone della musica concreta, avanguardia, musica sperimentale, e più recentemente anche nella ambient. 
Uno dei più importanti e considerevoli, nonché pionieristici sperimentatori dell'utilizzo di suoni per l'assemblaggio di musica da ascolto fu senza dubbio Pierre Schaeffer, il quale era già al lavoro in questo ambito di ricerca già nel 1940. Un ulteriore impulso è stato fornito dal World Soundscape Project avviato dal compositore canadese R. Murray Schafer nel 1970, questo lavoro si concentrava sullo studio dell'ecologia acustica di un particolare luogo mediante l'uso di registrazioni sul campo.
Le registrazioni sul campo sono ormai materiale di base comune per una serie di risultati musicali contemporanei da composizioni di musica concreta, colonne sonore di film, colonne sonore di videogiochi, e alcuni suoni opportunamente sintetizzati, sono oramai diventati dei classici utilizzati nella maggior parte delle tastiere basate su sintetizzatori digitali attualmente in commercio. 
A proposito di quest'ultimo utilizzo, il dj e producer Recondite utilizza frequentemente il field recording nelle sue tracce, creando un filone a sé stante nel panorama della musica techno-minimal contemporanea.
I suoni registrati mediante qualsiasi apparecchiatura, e poi trasferiti su formato digitale sono utilizzati da alcuni musicisti attraverso la loro esecuzione mediante strumenti con interfaccia MIDI. Un artista contemporaneo di grande successo per le sue composizioni è Christian Fennesz.
Infine, ma assolutamente al primo posto in ordine cronologico, vanno ricordati per l'importanza e l'audacia dei loro progetti Luigi Russolo, che con il manifesto dell'Arte dei rumori già nel 1913, dava valore musicale ai rumori ambientali (vedi rumorismo), ed in seguito con la progettazione e costruzione degli intonarumori e la collaborazione con il fratello musicista Antonio Russolo riusciva nell'intento di utilizzare dei rumori in accoppiamento ad un'orchestra sinfonica. E Filippo Tommaso Marinetti che è stato il principale teorico del movimento chiamato Futurismo.